# Grasovka

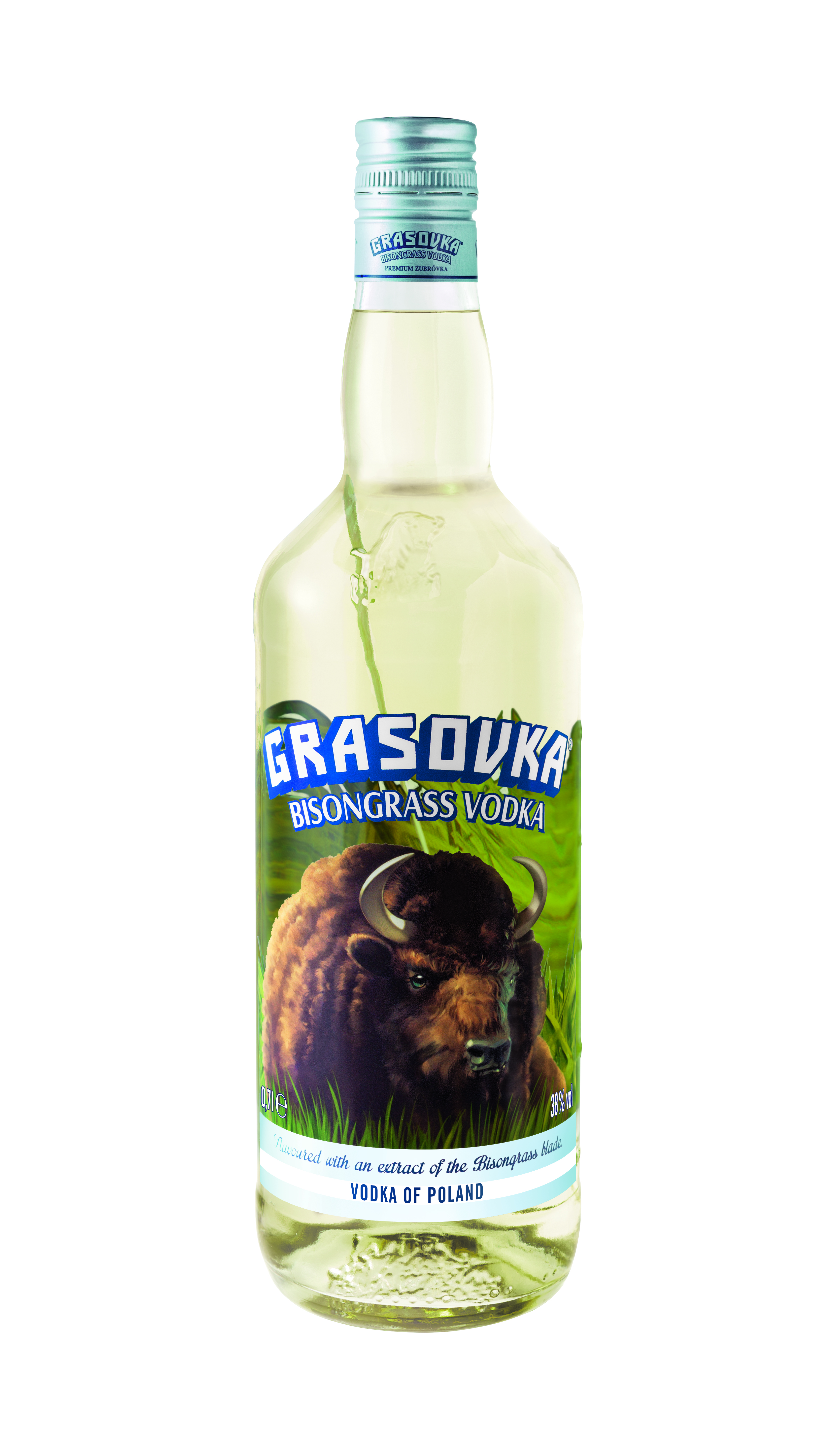
Grasovka

Grasovka ist eine Marke des Spirituosenherstellers Underberg. Der Wodka der Gattung Żubrówka wird aromatisiert mit Duftendem Mariengras (Hierochloe odorata), auch Büffelgras genannt. Ausgangsstoff ist eine Getreidemischung hauptsächlich aus Roggen.
Stand 2019 war Grasovka der meistverkaufte aromatisierte Wodka und auch der meistverkaufte polnische Wodka in Deutschland. Er wird in Polen produziert und in Deutschland abgefüllt. Bei der Abfüllung wird in jede Flasche von Hand ein Halm Mariengras gesteckt. Der Alkoholgehalt beträgt 38 %.
Der Name Grasovka ist eine Erfindung von Emil Underberg, der bereits 1976 für die Żubrówka-Gattung den Markennamen für den deutschsprachigen Raum entwickelte. Seit 2020 wird unter der Marke Grasovka auch ein fertig gemischtes Getränk in der Dose namens Grasovka Vodka Apple Soda verkauft. Hierbei wird Original-Grasovka mit Apfelsaft und Sodawasser gemischt.